# Balaton (naselje)
Balaton je vas na Madžarskem, ki upravno spada pod podregijo Bélapátfalvai Županije Heves.